# Jean-Paul Delevoye
Jean-Paul Delevoye, né le 22 janvier 1947 à Bapaume (Pas-de-Calais), est un homme politique français.
Successivement membre du RPR, de l'UMP et de LREM, il est entre 1982 et 2014 maire de Bapaume, parlementaire, président de l'Association des maires de France, ministre de la Fonction publique et médiateur de la République.
De 2010 à 2015, il préside le Conseil économique, social et environnemental (CESE).
Il est nommé Haut-commissaire à la réforme des retraites en 2017, puis entre au second gouvernement Édouard Philippe en septembre 2019 en tant que haut-commissaire aux Retraites auprès de la ministre des Solidarités et de la Santé pour conduire la réforme des retraites. Face à la polémique sur son omission de déclarer plus de dix mandats à la Haute Autorité pour la transparence de la vie publique, il démissionne du gouvernement en décembre 2019.

## Biographie

### Situation personnelle et premières activités
Jean-Paul Delevoye naît le 22 janvier 1947 à Bapaume, dans le département du Pas-de-Calais. Il étudie au lycée jésuite La Providence, à Amiens, puis intègre l'Institut supérieur d'agriculture de Lille, duquel il est exclu pour insubordination,.
Fils d'un négociant en grain et aliment de bétail, il reprend dans un premier temps l'entreprise familiale à Bapaume, tout en militant dans différentes associations.
Il a trois enfants et douze petits-enfants.

### Implantation locale
Jean-Paul Delevoye est conseiller municipal d’Avesnes-lès-Bapaume à partir de 1974. Jean-Paul Delevoye est maire de Bapaume de 1982 — année de la mort du maire Henri Guidet, qui lui avait proposé de lui succéder — à 2002 et de 2004 à 2014. Il est également conseiller régional du Nord-Pas-de-Calais et président de la communauté de communes de la région de Bapaume, élargie à la communauté de communes du Sud-Artois à partir de 2013.
Il ne se représente pas à la mairie de Bapaume en 2014, et apporte son soutien au candidat PS, Jean-Jacques Cottel, ce qui entraîne son départ de l'UMP,.

### Parlementaire du Pas-de-Calais
Il est député du Pas-de-Calais de 1986 à 1988. Sénateur de 1992 à 2002, président du groupe des sénateurs-maires, il dirige le rapport « Cohésion sociale et territoire » pour le commissariat général du Plan en 1999. Il préside la mission sénatoriale d’information chargée de dresser le bilan de la décentralisation et de proposer les améliorations de nature à faciliter l’exercice des compétences locales en 1999-2000. Il est membre du groupe d’étude sur la responsabilité pénale des décideurs publics au ministère de la Justice en tant que président de l'Association des maires de France. En 1998, il participe à l’étude « Pour une approche globale du temps de l’enfant : l’expérimentation des rythmes scolaires ».

### Échec à la présidence du RPR
Président de l'Association des maires de France de 1992 à 2002, il brigue en décembre 1999 la présidence du RPR avec le soutien de l'Élysée. Arrivé en tête au premier tour, il est battu au second par Michèle Alliot-Marie, qui recueille 62,7 % des voix des militants. Il intègre l'UMP en 2002.

### Ministre puis médiateur de la République
De 2002 à 2004, il est ministre de la Fonction publique, de l'Aménagement du territoire et de la Réforme de l'État dans les deux premiers gouvernements de Jean-Pierre Raffarin. Il engage notamment la réforme de l’ENA et celle de la retraite des fonctionnaires.
Il est médiateur de la République de 2004 à 2011 ; cette fonction est remplacée à compter du 31 mars 2011 par celle de Défenseur des droits, à la suite de la réforme constitutionnelle de 2008.

### Président du Conseil économique, social et environnemental

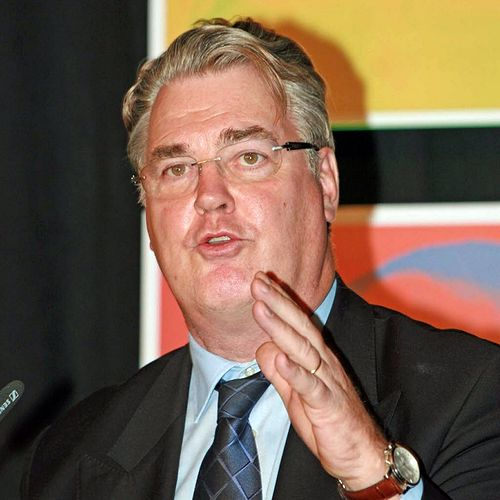
Jean-Paul Delevoye en 2011.

Il préside le Conseil économique, social et environnemental (CESE) de 2010 à 2015. Il y perçoit la somme mensuelle de 6 330,32 euros nets.
En 2015, le CESE commande un rapport pour évaluer le management du CESE après cinq années de présidence de Jean-Paul Delevoye : il est très critique, pointant du doigt une « crise de modernisation », une « augmentation du stress et des facteurs anxiogènes », une « dévalorisation des agents », une « confusion des missions et des moyens » ou encore une suspicion de conflits d'intérêts. Le rapport, d'un coût de 30 000 euros et qui devait être publié en 2014 est finalement enterré, à la demande de Jean-Paul Delevoye selon le cabinet d'expertise.
Sous la présidence de Jean-Paul Delevoye, le CESE a considéré « irrecevable sur le fond » la pétition de près de 700 000 personnes organisée par La Manif pour tous et présentée par Philippe Brillaut, maire du Chesnay en février 2013, selon l'argument qu'elle contiendrait une demande « anticonstitutionnelle » au CESE de donner son avis sur le projet de loi contesté,.
Cette délibération du CESE est annulée par un jugement du 30 juin 2014 du tribunal administratif de Paris. Ce jugement est toutefois annulé le 15 septembre 2017 par le Conseil d'État, au motif « que, si le CESE peut être régulièrement saisi par voie de pétition d’une question à caractère économique, social ou environnemental alors même qu’un projet de loi qui n’est pas sans lien avec celle-ci est soumis au Parlement, il ne peut être saisi aux fins de donner un avis sur un projet de loi que par le gouvernement ».

### Ralliement à Emmanuel Macron et adhésion à LREM
Soutien d’Emmanuel Macron pour l'élection présidentielle de 2017, il est choisi pour présider la commission d’investiture de La République en marche (LREM) pour les élections législatives de 2017.
À la suite de la défection de Chantal Jouanno pour conduire le grand débat national organisé pour sortir de la crise des Gilets jaunes, Jean-Paul Delevoye est pressenti pour la remplacer. Cette éventualité, comme les modalités envisagées pour ce débat, est accueillie avec scepticisme.

### Haut-commissaire à la réforme des retraites
Le 14 septembre 2017, il est nommé en conseil des ministres haut-commissaire à la réforme des retraites. Il organise et supervise une consultation citoyenne autour de ce thème, dont il prévoit la matérialisation en un projet de loi pour courant 2019.
À la suite de déclarations d'élus LREM remettant en cause l'âge légal de 62 ans pour le départ à la retraite, Jean-Paul Delevoye menace le 2 avril 2019 de démissionner en cas de recul sur cet « acquis social »,,,.

### Haut-commissaire aux Retraites
Le 3 septembre 2019, près de deux ans après avoir été nommé haut-commissaire à la Réforme des retraites, Jean-Paul Delevoye est nommé haut-commissaire aux Retraites, délégué auprès d'Agnès Buzyn, ministre des Solidarités et de la Santé. Il devient membre du gouvernement et participe ainsi au conseil des ministres. Il est aussi le doyen du gouvernement Philippe.
En novembre 2019, ses propos (de 2014) par lesquels il estime qu’il faudra « 50 millions de population étrangère pour équilibrer la population active en Europe en 2050 », et qui lient ainsi l'immigration au maintien des retraites, sont condamnés par des élus politiques LR et du Rassemblement national,. D'autres prises de parole concernant la réforme des retraites ont pour effet d'ajouter « confusion, couacs et polémiques » selon Le Figaro, qui le présente comme le « maillon faible » du dispositif gouvernemental,.
Face à la polémique sur l'incompatibilité entre sa participation au gouvernement et ses activités professionnelles, ainsi que sur son omission de déclarer dix mandats à la Haute Autorité pour la transparence de la vie publique (voir infra), Jean-Paul Delevoye présente le 16 décembre 2019 sa démission, qui est acceptée par l'exécutif. Il est remplacé le 18 décembre 2019 par le député LREM Laurent Pietraszewski.

## Polémique sur le cumul de revenus et conflit d'intérêts
Dans sa déclaration à la HATVP, rendue hors délais le 15 novembre 2019, il « oublie » de mentionner sa fonction bénévole d'administrateur au sein de l’IFPASS, détenu en majorité par IGS, un des principaux instituts de formation de l'assurance et donc intéressé par la réforme des retraites. Il a aussi été rémunéré en 2018 et 2019 par le même institut,, contrevenant ainsi à la loi de 2016 sur la déontologie de la fonction publique,, et surtout à l'article 23 de la Constitution, qui interdit le cumul entre une fonction de membre du gouvernement et « toute activité professionnelle ». Cette rémunération s'ajoutait à sa retraite de parlementaire cumulée à sa rémunération comme haut-commissaire chargé de la réforme des retraites pour un total déclaré de 10 135 euros par mois.
Le 8 décembre 2019, le journal Le Parisien annonce qu'à la suite d'un oubli, Jean-Paul Delevoye n'a pas déclaré ses liens avec le monde de l’assurance, plus tard, le 13 décembre 2019, le magazine Capital révèle que Jean-Paul Delevoye n'aurait pas déclaré sa fonction bénévole au sein du conseil d'administration de la Fondation SNCF. Le lendemain, le journal Le Monde révèle qu'il n'a pas non plus déclaré deux autres fonctions : celle de membre du conseil d’orientation de l’Institut de recherche et débat sur la gouvernance et celle de président de l’Observatoire régional de la commande publique des Hauts-de-France. Le 14 décembre, Le Média révèle qu'il a siégé jusqu’au 13 octobre 2017 au conseil d’administration de la Fondation d’entreprise Crédit agricole Nord de France,,. Cette fondation aurait financé à au moins deux reprises une association présidée par Jean-Paul Delevoye, la Chartreuse Notre-Dame-des-Prés de Neuville-sous-Montreuil, un « centre culturel de rencontre européen » hébergé au sein d’un monastère du Pas-de-Calais. Le même jour, Le Monde indique que treize mandats au total, dont onze toujours actifs, contre seulement trois initialement déclarés, et des revenus révisés à la hausse, se trouvent dans la nouvelle version de la déclaration d’intérêts envoyée le 13 décembre par Jean-Paul Delevoye à la HATVP. Le jour de sa démission du gouvernement, le 16 décembre, un quatorzième mandat non déclaré au CESE, avec une rémunération de 6 330 € nets par mois, est révélé par Marianne, ainsi que le fait qu'il se soit trompé sur sa déclaration de patrimoine, ainsi qu'un mandat à la Fondation Brazzaville,.
À partir de juillet 2016, il préside l'Association française des orchestres. Cette fonction bénévole est susceptible de créer un conflit d'intérêts, car en rapport avec les régimes spéciaux de retraites des musiciens des formations musicales adhérentes à l'Association française des orchestres. Cela inclut les orchestres de Radio France, dont la chaîne France Musique est en grève depuis le début du mouvement,.
Face à ces polémiques survenant en pleine contestation de la réforme des retraites, Jean-Paul Delevoye annonce sa démission de sa fonction d’administrateur de l’IFPASS le 9 décembre 2019, puis de la présidence du think tank Parallaxe le lendemain. Il promet également de rembourser 140 000 € au think tank et au moins 123 000 € au groupe IGS.
Le 18 décembre, les membres de la HATVP dont son président Jean-Louis Nadal estiment les faits suffisamment notables pour les signaler à la Justice au titre de l'article 40 du Code de procédure pénale. Le jeudi 2 décembre 2021, Jean-Paul Delevoye est condamné par le tribunal correctionnel de Paris à quatre mois de prison avec sursis et 15 000 euros d'amende pour ses omissions dans sa déclaration d'intérêts,
Le 20 décembre, Le Média révèle que l'association la Chartreuse de Neuville, présidée par Jean-Paul Delevoye, a obtenu des promesses de financement à hauteur d’un million d'euros de la part d’AG2R La Mondiale, assureur étant intéressé par la future réforme des retraites.

## Détail des mandats et fonctions
- Conseiller général du Pas-de-Calais, élu dans le canton de Bapaume (1980-2001)
- Maire de Bapaume (1982-2002 et 2004-2014)
- Député du Pas-de-Calais (1986-1988)
- Conseiller régional du Nord-Pas-de-Calais (1986-1992)
- Président de l’Association des maires de France (1992-2002)
- Président de la communauté de communes de la région de Bapaume (1992-2013)
- Sénateur du Pas-de-Calais (1992-2002)
- Ministre de la Fonction publique, de la Réforme de l'État et de l'Aménagement du territoire (2002-2004)
- Président du comité départemental de l'UMP du Pas-de-Calais
- Médiateur de la République (2004-2011)
- Président du Conseil économique, social et environnemental (2010-2015)
- Président de la communauté de communes du Sud-Artois (2013-2014)
- Haut-commissaire à la Réforme des retraites (2017-2019)
- Haut-commissaire aux Retraites auprès de la ministre des Solidarités et de la Santé (2019)

## Décorations
- Officier de la Légion d'honneur (décret du 13 juillet 2015)[68], chevalier par décret du 13 juillet 2004[69].

Le 16 juin 2023, il est condamné par décret à une suspension de 2 ans de cette décoration.

## Ouvrages
- Le guide du bon sens ou Comment rapprocher les citoyens et l'administration, Paris, Le Cherche midi, coll. « Documents », 2005, 197 p. (ISBN 2-7491-0460-2, BNF 40081205).
- En collaboration avec Jean-François Bouthors, Reprenons-nous !, Paris, Éditions Tallandier, 2012, 200 p. (ISBN 978-2-84734-860-6, BNF 42582302).